# المساعدة (فلم 2019)
المساعدة (بالإنجليزية: The Assistant) فيلم درامي أمريكي عام 2019 من تأليف وإخراج وإنتاج وسيناريو كيتي جرين، بطولة جوليا جارنر وماثيو ماكفادين. عرض الفيلم لأول في مهرجان تيلورايد السينمائي في 30 أغسطس 2019. صدر إلى دور العرض في 31 يناير 2020.

## طاقم التمثيل
- جوليا جارنر: في دور جين (مساعدة صغيرة في شركة إنتاج أفلام)

- ماثيو ماكفادين: في دور ويلكوك (رئيس قسم الموارد البشرية في الشركة)

- ماكينزي لاي: في دور روبي (ممثلة طموحة)

- كريستين فروسيث: في دور سيينا (مساعدة مبتدئة تعينت حديثًا)

- الكسندر شابلن: في دور ماكس

- جوليانا كانفيلد: في دور ساشا

- داجمارا دومينجزيج: في دور إيلين

- بريجي هاينن: في دور تاتيانا

- كلارا وونج: في دور تيس

- باتريك برين: في دور روي

- جون أورسيني ونوا روبنز: في أدوار مساعدين صغار لجين

- بورفا بيدي: في دور مساعد تنفيذي ورئيس مباشر لجين

- ميجز جوفيا وداود هيدامي: في دور مديرين تنفيذيين

- باتريك ويلسون: في دور ممثل

- جاي أو ساندرز: صوت رئيس جين

- توني تورن:  في دور رئيس جين (تمثيل)

- مانو نارايان: صوت سائق الرئيس أمير

- كيريت كاباديا: في دور سائق الرئيس أمير (تمثيل)

- هيذر ماكرا: في دور والدة جين

- مارك جاكوبي: صوت والد جين[3]

## أحداث الفيلم
تدور أحداث الفيلم على مدار يوم واحد في حياة جين المساعدة الصغيرة في شركة إنتاج أفلام في مدينة نيويورك، وبدأت عملها منذ خمسة أسابيع. تصل جين قبل الفجر بفترة طويلة وتؤدي العديد من المهام الإدارية الوضيعة. تجعلها ساعات عملها الطويلة والمهام الصعبة مشغولة ومرهقة بشكل لا يصدق. خلال مكالمة هاتفية مع والدتها، تعلم جين أنها نسيت الاتصال بوالدها في عيد ميلاده. تمر ساعات اليوم ويصبح من الواضح أن رئيسها كان يمارس الجنس في مكتبه مع العديد من النساء الأصغر سناً ويسهل ثقافة التحرش الجنسي في الشركة. يدلي العديد من المديرين التنفيذيين بتعليقات بذيئة حول شؤون الرئيس بينما تتولى المديرات التنفيذيات أعباء العمل الخاصة بهن ويناقشن إمكانية الانتقال إلى إدارات أخرى. عندما تفعل جين شيئًا يعتبره رئيسها خطأً، فإنه يسيء إليها لفظيًا عبر الهاتف بينما ينظر لها زملاؤها الصغار في العمل بصمت. على مدار اليوم، تتفاعل جين مع مجموعة متنوعة من الأشخاص، بما فيهم زوجة المدير ومربية أطفاله وممثل مشهور ومجموعة من منتجي الأفلام الصينيين. تأتي فترة ما بعد الظهر، وتصل امرأة شابة عديمة الخبرة تدعى سيينا من ولاية أيداهو، قائلة إنها عُرض عليها وظيفة كمساعد مبتدئ. تذهب جين، التي تشعر بالقلق من سيينا، إلى قسم الموارد البشرية لتقديم تقرير بعد إنزال سيينا في فندق خمس نجوم على نفقة الشركة. يشجع ويلكوك، رئيس قسم الموارد البشرية، جين على إبداء مخاوفها، لكنه أوضح لاحقًا أنه يغض الطرف عن مزاعم التحرش بها، قبل أن يهينها، ويتحدث إليها باستخفاف، ويعلن أنها تغار، ويخبرها أن تقديم شكوى رسمية من شأنه أن يدمر مهنتها. تغادر جين مكتب ويلكوك وهو يذكرها أنها ليس لديها ما يدعو للقلق لأنها ليست من «نوع» رئيسه المفضل. تنزعج جين وهي تتلقى مكالمة من رئيسها عند عودتها إلى مكتبها، ويبلغها إنه يقسو بشكل خاص عليها لأنه يعرف مدى روعتها.
قرب نهاية اليوم، تصل سيينا إلى المكتب حتى تتمكن جين من تعليمها كيفية استخدام أنظمة الهاتف، ومع حلول الليل، تعد جين عشاء الميكروويف لنفسها بينما يغادر الموظفون الآخرون، يبقى رئيسها متأخرًا في مكتبه مع ممثلة شابة. يتصل بجين على جهاز الاتصال الداخلي ويطلب منها العودة إلى المنزل. تذهب جين إلى مقهى في الجهة المقابلة من الشارع وتتصل بوالدها وهي تأكل كعكة. بعد إنهاء المكالمة، ترى صورة ظلية في نافذة رئيسها ويبدو أنه يمارس الجنس.

## استقبال الفيلم
حصل الفيلم في موقع الطماطم الفاسدة على نسبة 92 ٪ بناءً على آراء 207 ناقد، وذكر الإجماع النقدي للموقع: «بقيادة أداء قوي من جوليا جارنر، يقدم الفيلم نقدًا لاذعًا للتحرش في مكان العمل والقمع المنهجي»، ومنح موقع ميتاكريتك درجة 79%  بناءً على مقالات من 43 ناقدًا، مما يشير إلى آراء إيجابية بشكل عام.

## وصلات خارجية
- مقالات تستعمل روابط فنية بلا صلة مع ويكي بيانات